# Алан Тік
Алан Тік (Alan Thicke, уроджений Алан Вілліс Джеффрі; 1 березня 1947 – 13 грудня 2016) — канадський актор, автор пісень та телеведучий. Батько співака Робіна Тіка.

## Біографія
Тік народився в місті Кіркленд Лейк, Онтаріо. Закінчив середню школу Елліот-Лейк в 1965 році. Вищу освіту здобув в Університеті Західного Онтаріо, приєднався до братства Delta Upsilon.
Вперше на телебаченні з'явився наприкінці 1970-х років в якості ведучого ігрового шоу First Impressions на каналі CFCF-TV Монреальського телебачення. Наприкінці 1980-х років вів популярне шоу Animal Crack-Ups, на початку 2000-х — All New 3's a Crowd. На початку 1980-х також був ведучим власного ток-шоу — The Alan Thicke Show. Написав музику для заставок цілого ряду канадських телешоу. У кіно знімається з 1971 року, в телесеріалах — з 1974. Найбільше відомий роллю Джейсона Сівера в серіалі телеканалу ABC 1985 року Growing Pains. Написав ряд музичних тем для серіалів Diff'rent Strokes and The Facts of Life. та телешоу (The Wizard of Odds та ін.)
З 2005 року був одружений втретє на моделі Тані Галло.З 1977 по 1998 роки неодноразово номінувався на премію «Еммі». З 2009 року знімався в рекламних роликах ліків. У 2013 році отримав зірку Канадської алеї слави.

## Фільмографія
| Рік      | Заголовок                                | Роль                                      | Примітки                  |
| -------- | ---------------------------------------- | ----------------------------------------- | ------------------------- |
| 1971 рік | Точка!                                   | Оповідач / Батько                         | Голос, третя телепередача |
| 1991 рік | І ви думали, що ваші батьки були дивними | Метью Карсон / Ньюман                     | Голос                     |
| 1992 рік | Все ще не зовсім людина                  | Доктор Джонас Карсон / Бонус              |                           |
| 1993 рік | Пасимон                                  | Джордж Догерті                            |                           |
| 1993 рік | Зрада голуба                             | Джек Вест                                 |                           |
| 1995 рік | Відкритий сезон                          | Ксанекс                                   |                           |
| 1996 рік | Знос високий                             | Слейтер                                   |                           |
| 1998 рік | Анархія ТВ                               | Преподобний Райт                          |                           |
| 2000 рік | Неси зі мною                             | Кен Робінсон                              |                           |
| 2001 рік | Xin shi zi jie tou (X-Roads)             | Стів                                      |                           |
| 2001 рік | Пікнік плюшевих ведмедів                 | Алан Тік                                  |                           |
| 2003 рік | Кароліна                                 | Чак Макбрайд — ідеальний ведучий побачень |                           |
| 2003 рік | Північний Голлівуд                       | Пітер Кейсі                               |                           |
| 2004 рік | Виховання Олени                          | Хокей Кантор                              |                           |
| 2004 рік | Чайлдстар                                | JR                                        |                           |
| 2006 рік | Альфа- Дог                               | Дуглас Холден                             |                           |
| 2006 рік | Король серферів                          | Трубач                                    |                           |
| 2009 рік | Товари: Живи важко, продавай важко       | Стю Гардінг                               |                           |
| 2009 рік | RoboDoc                                  | Доктор Роскін                             |                           |
| 2012 рік | Мій пацан                                | Телеверсія Тато Донні                     |                           |
| 2012 рік | Хемінгуей                                | Пол Хеммінгвей                            |                           |
| 2013 рік | Cubicle Warriors                         | Пітер Хосс                                |                           |
| 2017 рік | Це не моя вина, і мені все одно все одно | Патрік Спенсер                            |                           |
| 2017 рік | Хлопушка                                 | Сам                                       |                           |
| 2017 рік | Останній приклад любові                  | Пол Робертс                               | (заключна роль у фільмі)  |

## Книги
- Thicke, Alan (May 1999). How Men Have Babies: The Pregnant Father's Survival Guide. Contemporary Books. ISBN 978-0-8092-2806-5.
- Thicke, Alan (27 квітня 2006). How To Raise Kids Who Won't Hate You. iUniverse Star. ISBN 978-0-595-84288-9.

## Нагороди
- 1988: Номінація — нагорода «Золотий глобус» за найкращу гру актора в серіалі — комедія / мюзикл для нарощування болю
- 1998: Номінація — Денна премія Еммі за видатне шоу аудиторії / Ігрове шоу для Pictionary (співавтор-продюсер)
- 2013: Вступ на Алею слави Канади[8]
- 2015: Бремптон-арт-алея слави
- 2016: премія Canadian Icon, кінофестиваль у Вістлері[9]